# Trichosteleum gabonense
Trichosteleum gabonense là một loài rêu trong họ Sematophyllaceae. Loài này được Broth. & P. de la Varde mô tả khoa học đầu tiên năm 1925.